# Центральная городская библиотека имени А. И. Герцена (Екатеринбург)
Центральная городская библиотека им. А. И. Герцена — центральная муниципальная библиотека Екатеринбурга, расположена в исторической усадьбе Давыдовых в центре города (ул. Чапаева, 5). Относится к Муниципальному объединению библиотек Екатеринбурга (порядковый номер 1).

## История
Библиотека открылась 26 февраля 1950 года в составе 2 отделов: читального зала и абонемента. Первоначальный книжный фонд составлял около 30 тысяч томов.
В 1986−1990 годах библиотека стала центром культурной жизни демократически настроенной интеллигенции, активно участвовавшей с различных клубах по интересам, включая Малую городскую дискуссионную трибуну (рук. Г. Э. Бурбулис), городской дискуссионный юношеский клуб и телевизионную гостиную «Встречи в библиотеке».
С 2001 по ноябрь 2007 год проходил ремонт старинного особняка на ул. Чапаева, 5.
Библиотеку в городе называют «Герценка».

## Структура
1 этаж
- абонемент
- музыкально-нотный отдел

2 этаж
- арт-галерея
- зал городской культуры
- зал мировой культуры
- зал периодики
- зал электронной информации
- конференц-зал
- читальный зал

3 этаж
- брифинг-зал
- зал молодёжной культуры

Фонд насчитывает 160 642 источников, а также полнотекстовые базы данных (статьи, книги). Особым богатством библиотеки является уникальная коллекция книг конца XIX−начала XX века, изданных крупнейшими издательствами царской России: Товариществом «Братья А. и И. Гранат и К°», товариществом «А. Ф. Маркс», «Просвещение», «Брокгауз и Ефрон».
На базе библиотеки действуют клубы и кружки: «Бард-кухня», «Музыкальная дорожка», «Огонёк», мастерская новой музыки «Автограф», Молодёжный Интеллектуальный Клуб Екатеринбурга, в октябре 2008 года ставший победителем Всероссийского конкурса молодёжных проектов.
С соседнем здании (ул. Чапаева, 3) работает филиал ЦГБ им. А. И. Герцена − Детская электронная библиотека «Малая Герценка» (библиотека № 5 Екатеринбурга). В детской библиотеке действует несколько отделов:
- электронный читальный зал «On-Line»,
- зал справочной литературы,
- игровой зал для детей до 6 лет «Детский дворик»,
- абонементы для детей 7−9 и 10−12 лет.

Существуют два клуба: центр компьютерного творчества для детей 3−6 лет «Смайлик» и компьютерный клуб «Компьютоша» для детей 7−12 лет. Существует живой журнал «Малой Герценки».
При библиотеке работает Информационный культурный центр «Япония».
В ноябре 2008 года в библиотеке прошли мероприятия в рамках Недели Уральской политической науки, участие в которых приняли представители 10 регионов России от Владивостока до Ростова-на-Дону, а также иностранные представители.
С сентября 2008 года в библиотеке проходят благотворительные курсы для пенсионеров «И-Сеть: Дружественный Интернет для пожилых».

## Галерея

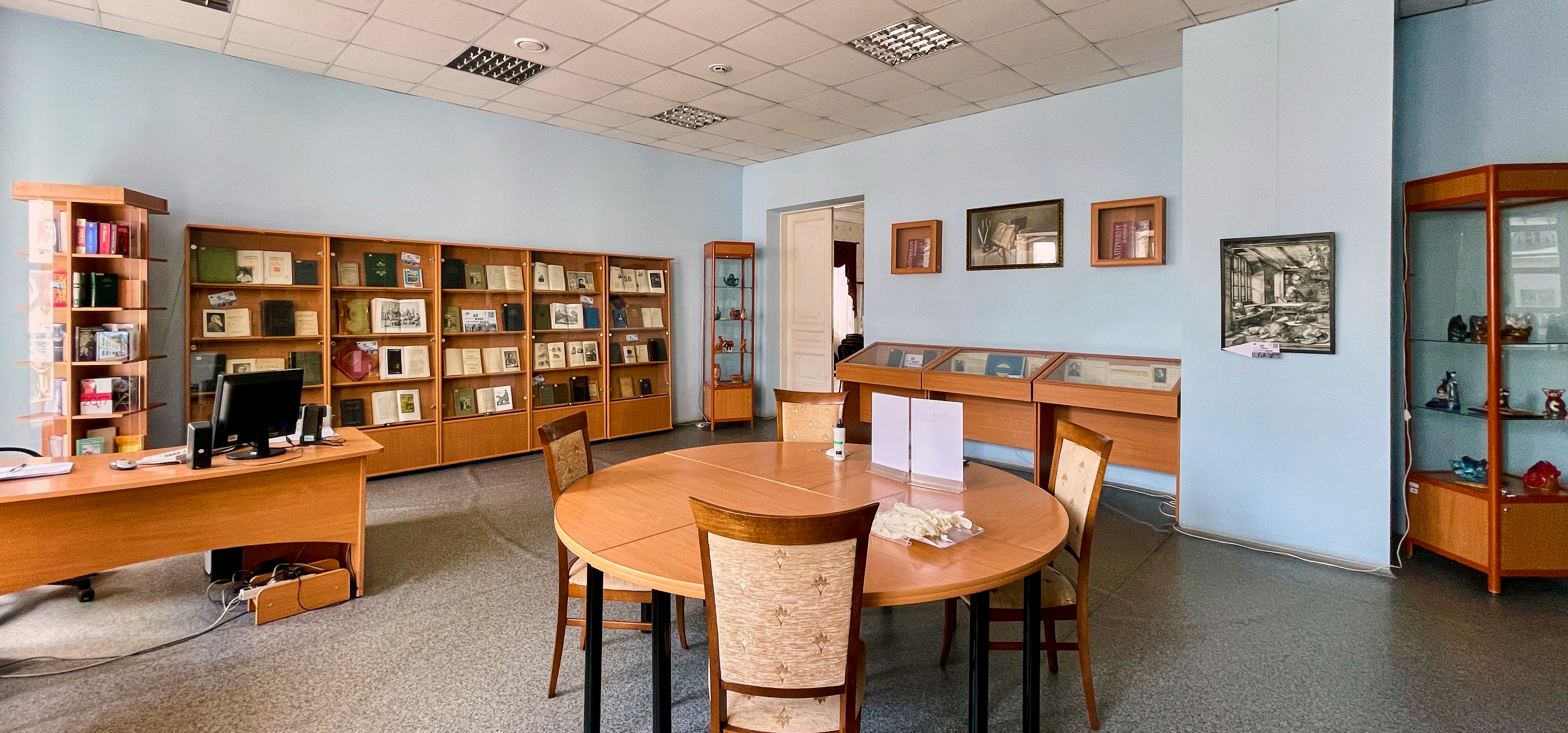
Зал городской культуры
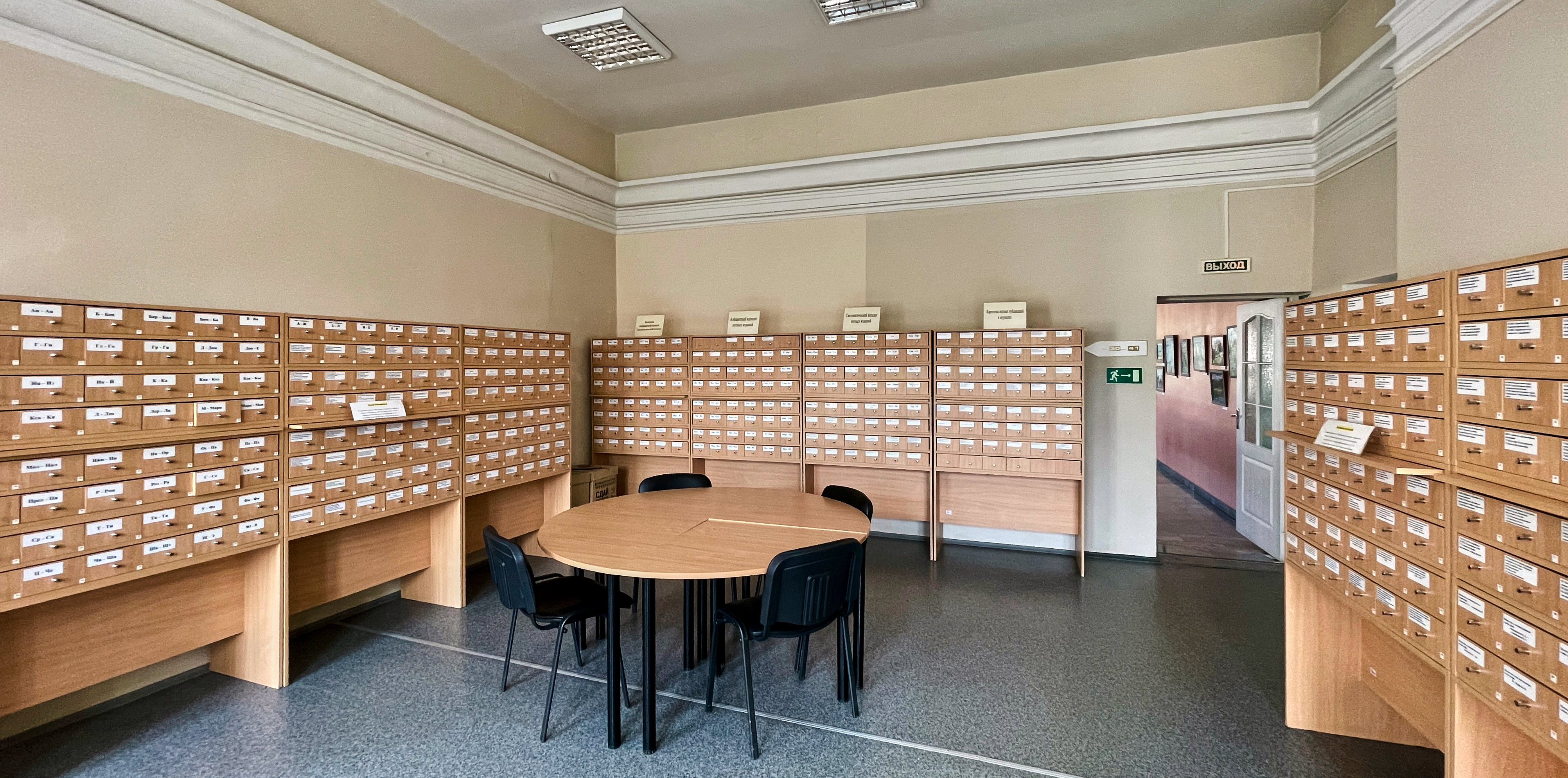
Зал каталогов
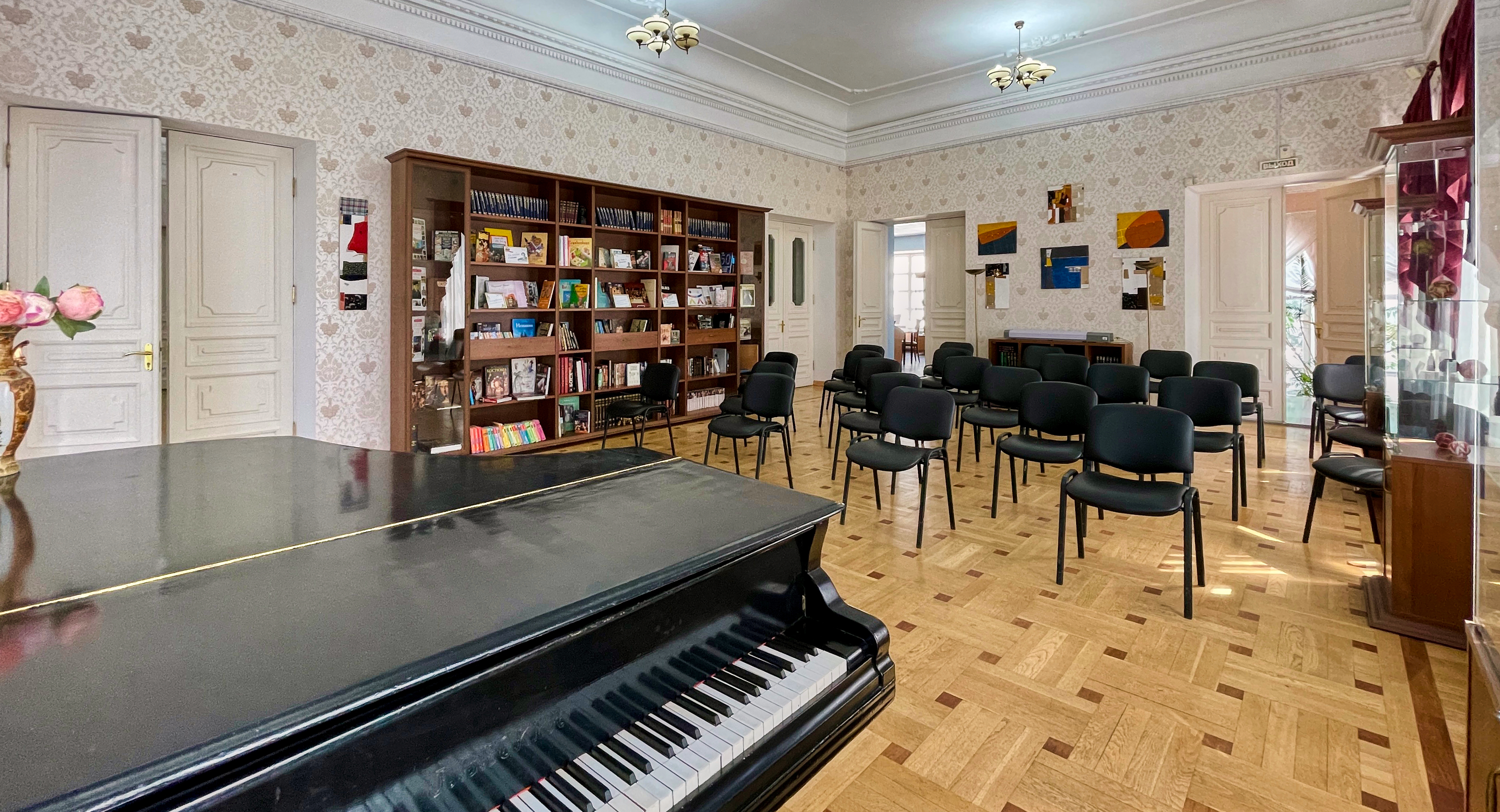
Зал мировой культуры
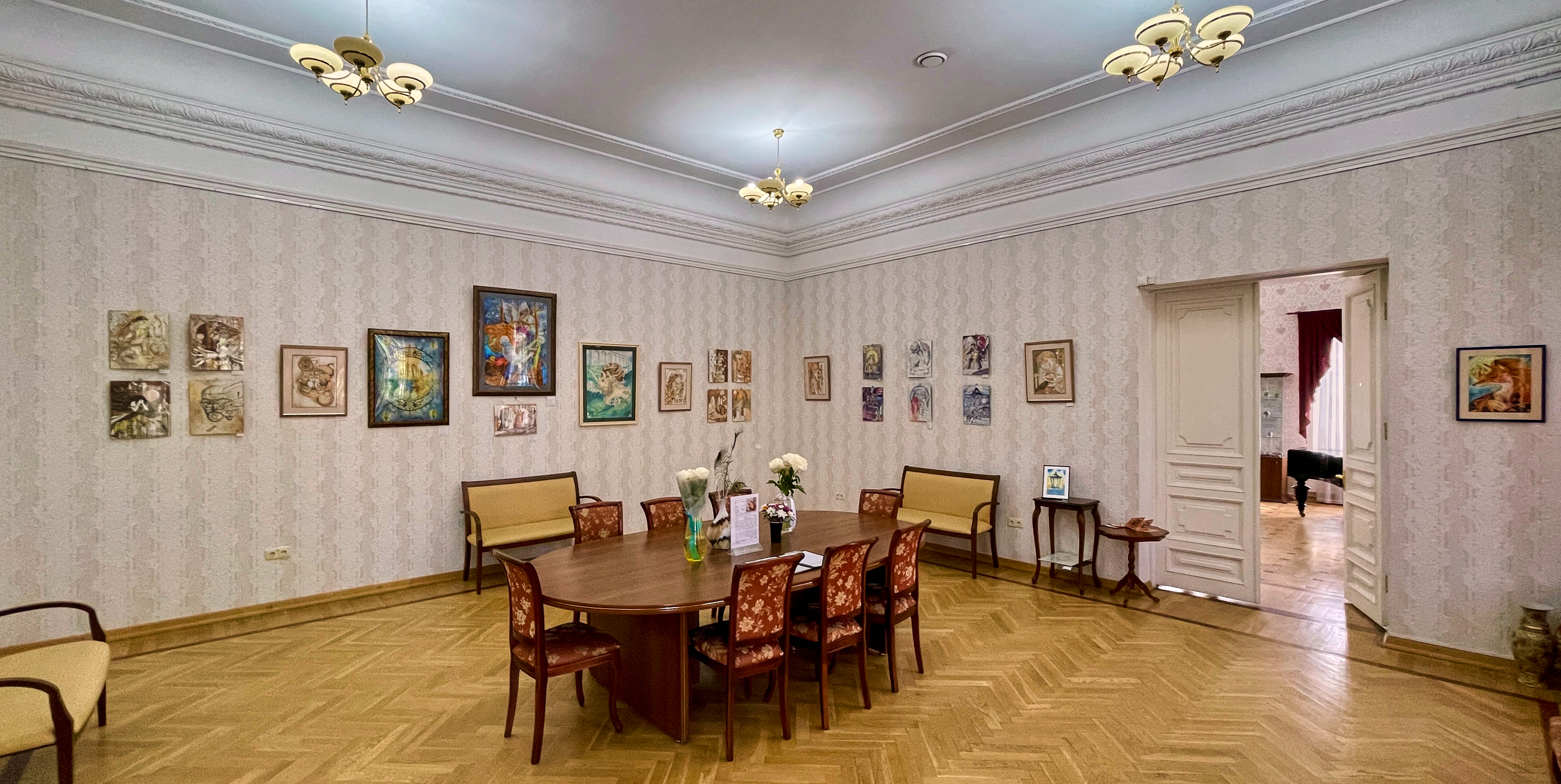
Арт-галерея
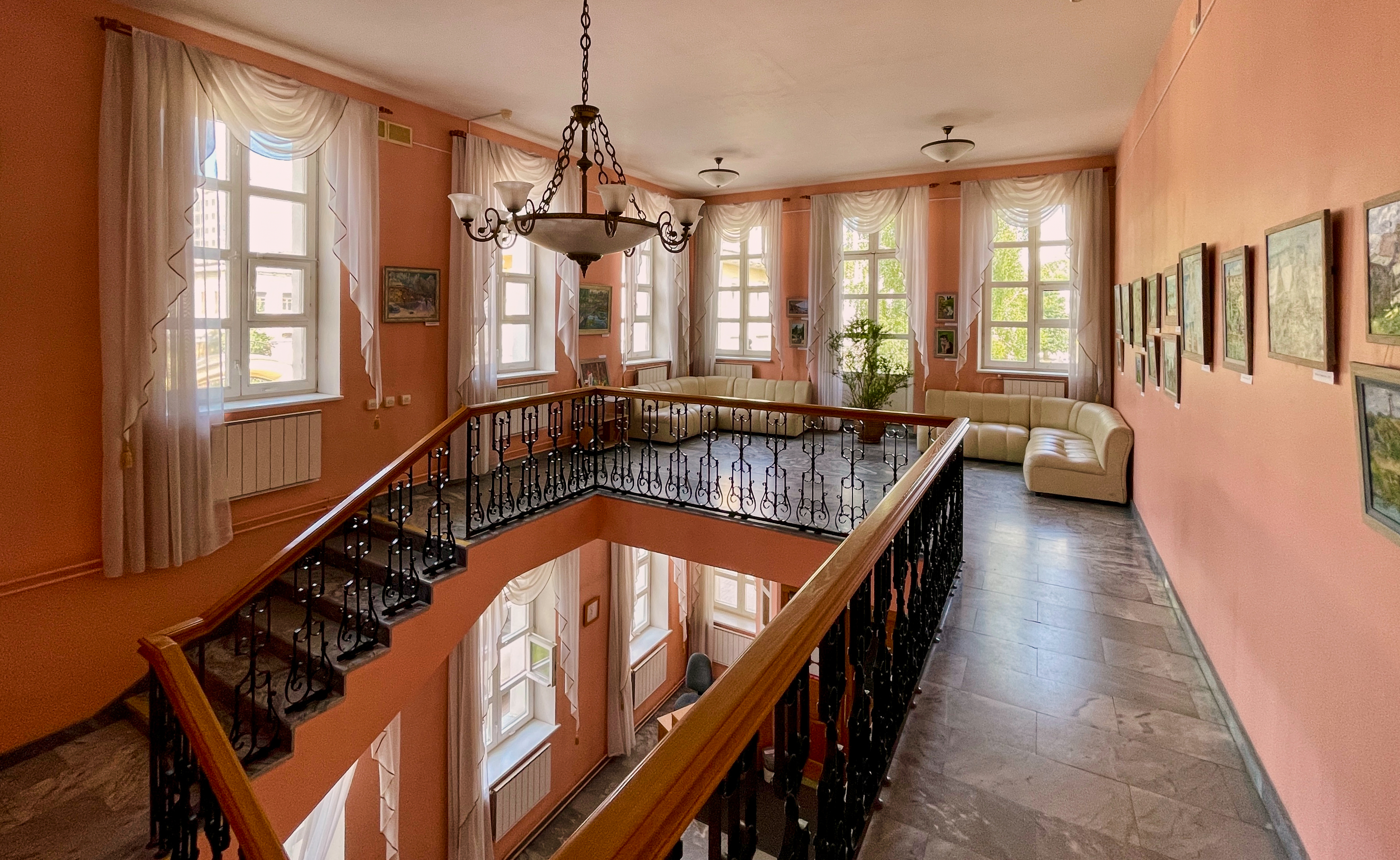
Лестница